# Prix Une autre Terre
Der Prix Une autre Terre ist ein französischer Literaturpreis, der von 2007 bis 2016 für Werke aus dem Bereich der Science-Fiction verliehen wurde. Der Preis wurde jährlich bei dem Festival Les Imaginales in Épinal verliehen. Er ging auf eine Initiative des Ingenieurs und Geschäftsmanns Christophe Huon zurück. Ausgezeichnet werden sollen  Werke der spekulativen Literatur, die gegenwärtige und künftige Umweltprobleme in besonders adäquater Form behandeln.
Bisherige Preisträger waren:
- 2007 Jean-Marc Ligny für Aqua™
- 2008 Claire Delmas und Robert Delmas für Épicentre
- 2009 Andreas Eschbach für En panne sèche (deutscher Titel: Ausgebrannt, 2007)
- 2010 nicht verliehen
- 2011 nicht verliehen
- 2012 Philippe Mouche für La place aux Autres
- 2013 Paolo Bacigalupi für La Fille automate (Originaltitel: The Windup Girl, 2009)
- 2014 Peter Heller für La Constellation du chien (Originaltitel: The Dog Stars, 2012)
- 2015 Laurent Cordonnier für La Liquidation
- 2016 Vincent Verhelst für Collision